# Садсбері Тауншип (округ Ланкастер, Пенсільванія)
Садсбері Тауншип (англ. Sadsbury Township) — селище (англ. township) в США, в окрузі Ланкастер штату Пенсільванія. Населення — 3536 осіб (2020).

## Демографія
Згідно з переписом 2010 року, у селищі мешкало 3395 осіб у 962 домогосподарствах у складі 824 родин. Було 993 помешкання
Расовий склад населення:
| - 97,8 % — білих - 0,4 % — чорних або афроамериканців - 0,2 % — азіатів |

До двох чи більше рас належало 0,8 %. Частка іспаномовних становила 1,1 % від усіх жителів.
За віковим діапазоном населення розподілялося таким чином: 36,5 % — особи молодші 18 років, 53,5 % — особи у віці 18—64 років, 10,0 % — особи у віці 65 років та старші. Медіана віку мешканця становила 28,9 року. На 100 осіб жіночої статі у селищі припадало 101,2 чоловіків;  на 100 жінок у віці від 18 років та старших — 98,3 чоловіків також старших 18 років.
Середній дохід на одне домашнє господарство  становив 88 501 долар США (медіана — 66 818), а середній дохід на одну сім'ю — 94 737 доларів (медіана — 70 559). Медіана доходів становила 51 442 долари для чоловіків та 41 625 доларів для жінок. За межею бідності перебувало 11,3 % осіб, у тому числі 16,5 % дітей у віці до 18 років та 4,1 % осіб у віці 65 років та старших.
Цивільне працевлаштоване населення становило 1324 особи. Основні галузі зайнятості: роздрібна торгівля — 16,8 %, освіта, охорона здоров'я та соціальна допомога — 16,7 %, виробництво — 15,9 %.